# Никель (Орск)
Никель — микрорайон (внутригородской посёлок) в городе Орске Оренбургской области России.

## Топоним
Получил название по металлу никелю.

## География
Посёлок находится на северо-востоке от географического центра города.
Границы посёлка: с севера и северо-запада — полоса отчуждения железной дороги; с запада и юго-запада — резкий обрыв рельефа, заполненный в конце 1930-х — начале 1940-х годов так называемым нефтяным озером; с юга, юго-востока — пойма реки Урал.
Осевая транспортная магистраль — Проспект Никельщиков.

## История
Посёлок Никель начал строиться с 1934-35 годов в качестве жилья для сотрудников Южно-Уральского никелевого комбината. Решение о строительстве никелевого завода в Орске Наркоматом тяжелой промышленности СССР было принято 29 апреля 1935 года, строительство началось уже 13 мая.

## Инфраструктура
Градообразующим предприятием многие годы был никелевый комбинат (закрыт в 2012 году), также работой обеспечивала Южно-уральская железная дорога и эвакуированный  в 1941 году в Орск завод по обработке цветных металлов (закрыт в 2005). 
В посёлке находятся такие предприятия как: Орсккабель, Газпромтранс, СМП-3, Фосфатный комбинат и другие.
ГАУЗ "Больница № 1" по адресу: Нежинский пер., 28/46, посёлок Никель, Орск.
Жилой фонд представлен коттеджами, многоквартирными домами, индивидуальной застройкой усадебного типа.

## Транспорт
Железнодорожная станция Никель. Автобусное сообщение частными маршрутными такси "16" и "16а".
Регулярное трамвайное сообщение маршрутами:
1 "Станция Никель - 240 квартал"
2 "Станция Никель - ЦМК"